# Gruppo Shanghai International Port
Il "Gruppo Shanghai International Port" (in inglese ' Shanghai International Port (Group) Co., Ltd. ' o ' SIPG ', in cinese 上海国际港务（集团）股份有限公司 Shànghǎi Guójì Gǎngwù (Jítuán) Gǔfènyǒuxiàngōngsī), è un operatore portuale, fondato nel gennaio 2003 dalla riorganizzazione dell'ex 'Shanghai Port Authority', ed è un grande conglomerato specializzato nella gestione di porti ed attività connesse. È l'operatore esclusivo di tutti i terminal pubblici del Porto di Shanghai, quotato alla Borsa di Shanghai, la sua sede principale è a Shanghai.

## Principali attività
- Terminal container
- Terminal non-containerizzati
- Logistica portuale
- Servizi portuali